# Меканіксбург (Іллінойс)
Меканіксбург (англ. Mechanicsburg) — селище (англ. village) в США, в окрузі Сенґамон штату Іллінойс. Населення — 662 особи (2020).

## Географія
Меканіксбург розташований за координатами 39°47′54″ пн. ш. 89°24′47″ зх. д. / 39.79833° пн. ш. 89.41306° зх. д. (39.798443, -89.413070).  За даними Бюро перепису населення США в 2010 році селище мало площу 2,77 км², уся площа — суходіл.

## Демографія
Згідно з переписом 2010 року, у селищі мешкало 590 осіб у 222 домогосподарствах у складі 169 родин. Густота населення становила 213 особи/км².  Було 242 помешкання (87/км²).
Расовий склад населення:
| - 99,3 % — білих - 0,3 % — азіатів |

До двох чи більше рас належало 0,3 %. Частка іспаномовних становила 0,5 % від усіх жителів.
За віковим діапазоном населення розподілялося таким чином: 25,8 % — особи молодші 18 років, 63,9 % — особи у віці 18—64 років, 10,3 % — особи у віці 65 років та старші. Медіана віку мешканця становила 37,8 року. На 100 осіб жіночої статі у селищі припадало 97,3 чоловіків;  на 100 жінок у віці від 18 років та старших — 95,5 чоловіків також старших 18 років.
Середній дохід на одне домашнє господарство  становив 57 560 доларів США (медіана — 47 969), а середній дохід на одну сім'ю — 63 045 доларів (медіана — 46 750). Медіана доходів становила 38 438 доларів для чоловіків та 34 375 доларів для жінок. За межею бідності перебувало 14,3 % осіб, у тому числі 20,6 % дітей у віці до 18 років та 13,9 % осіб у віці 65 років та старших.
Цивільне працевлаштоване населення становило 284 особи. Основні галузі зайнятості: освіта, охорона здоров'я та соціальна допомога — 29,9 %, публічна адміністрація — 12,7 %, виробництво — 9,5 %, роздрібна торгівля — 7,4 %.